# جيس ثورب
جيس ثورب (بالدنماركية: Jess Thorup)‏ (21 فبراير 1970 بكوبنهاغن في الدنمارك - ) هو مدرب كرة قدم ولاعب كرة قدم دانمركي في مركز الهجوم. لعب مع نادي أودنسه ونادي إيسبيرغ ونادي تيرول إنسبروك ونادي ميتييلاند وHamarkameratene ‏ ونادي أوردينغن 05 ونادي واكر إنسبروك (2002).

## وصلات خارجية
- جيس ثورب على موقع قاعدة بيانات كرة القدم.إي يو (الإنجليزية)
- جيس ثورب على موقع بيانات كرة القدم. دي إي (الألمانية)
- جيس ثورب على موقع عالم كرة القدم.نت (الإنجليزية)